# Aeonium loartei
Aeonium loartei là một loài thực vật có hoa trong họ Crassulaceae. Loài này được Tavorm. mô tả khoa học đầu tiên năm 2007.